# Liste des circonscriptions législatives de la Lozère
Le département français de la Lozère est, sous la Cinquième République, constitué de deux circonscriptions législatives de 1958 à 2012, puis d'une circonscription unique depuis le redécoupage de 2010, entré en application à compter des élections législatives de 2012.

## Présentation
Par ordonnance du 13 octobre 1958 relative à l'élection des députés à l'Assemblée nationale, le département de la Lozère est d'abord constitué de deux circonscriptions électorales. 
Lors des élections législatives de 1986 qui se sont déroulées selon un mode de scrutin proportionnel à un seul tour par listes départementales, le nombre de deux sièges de la Lozère a été conservé.
Le retour à un mode de scrutin uninominal majoritaire à deux tours en vue des élections législatives suivantes, a maintenu ce nombre de deux sièges,, selon un nouveau découpage électoral.
Le redécoupage des circonscriptions législatives réalisé en 2010 et entrant en application à compter des élections législatives de juin 2012, a modifié le nombre et la répartition des circonscriptions de la Lozère, réduit à une seule du fait de la sur-représentation démographique du département et de la suppression de l'habitude imposant un minimum de deux circonscriptions par département.

## Composition des circonscriptions

### Composition des circonscriptions de 1958 à 1986
À compter de 1958, le département de la Lozère comprend deux circonscriptions regroupant les cantons suivants :
- 1re circonscription : Barre-des-Cévennes, Le Bleymard, Châteauneuf-de-Randon, Florac, Grandrieu, Langogne, Mende, Le Pont-de-Montvert, Saint-Amans, Sainte-Enimie, Saint-Germain-de-Calberte, Villefort.
- 2e circonscription : Aumont-Aubrac, La Canourgue, Chanac, Fournels, Le Malzieu-Ville, Marvejols, Le Massegros, Meyrueis, Nasbinals, Saint-Alban-sur-Limagnole, Saint-Chély-d'Apcher, Saint-Germain-du-Teil.

### Composition des circonscriptions de 1988 à 2012

Les 2 circonscriptions de la Lozère de 1988 à 2012

À compter du découpage de 1986, le département de la Lozère comprend deux circonscriptions regroupant les cantons suivants :
- 1re circonscription : Barre-des-Cévennes, Le Bleymard, Châteauneuf-de-Randon, Florac, Grandrieu, Langogne, Mende-Nord, Mende-Sud, Le Pont-de-Montvert, Saint-Amans, Sainte-Enimie, Saint-Germain-de-Calberte, Villefort.
- 2e circonscription : Aumont-Aubrac, La Canourgue, Chanac, Fournels, Le Malzieu-Ville, Marvejols, Le Massegros, Meyrueis, Nasbinals, Saint-Alban-sur-Limagnole, Saint-Chély-d'Apcher, Saint-Germain-du-Teil.

### Composition des circonscriptions à compter de 2012
Depuis le nouveau découpage électoral, le département comprend une circonscription unique regroupant l'ensemble des cantons du département.